# الحركة التقدمية
الحركة التقدمية (بالإنجليزية: Progressive Movement)‏ هو حزب سياسي كاميروني، أسس في 1991.

## أعضاء بارزون
- كود سباركل
- تحديث القائمة

- Jean-Jacques Ekindi